# Sclerotheca
Sclerotheca es un género de plantas  perteneciente a la familia Campanulaceae.  Es originario del sur del Pacífico. Comprende 8 especies descritas y de estas, solo 6 aceptadas.

## Taxonomía
El género fue descrito por Alphonse Pyrame de Candolle y publicado en Prodromus Systematis Naturalis Regni Vegetabilis 7(2): 356. 1839. La especie tipo es: Sclerotheca arborea DC.

## Especies aceptadas
A continuación se brinda un listado de las especies del género Sclerotheca aceptadas hasta octubre de 2013, ordenadas alfabéticamente. Para cada una se indica el nombre binomial seguido del autor, abreviado según las convenciones y usos.
- Sclerotheca arborea DC.
- Sclerotheca forsteri Drake
- Sclerotheca jayorum J.Raynal
- Sclerotheca magdalenae J.Florence
- Sclerotheca oreades E.Wimm.
- Sclerotheca viridiflora Cheeseman